# Tantoyuca
Tantoyuca – miasto w Meksyku, w stanie Veracruz.